# Caterina Sforza

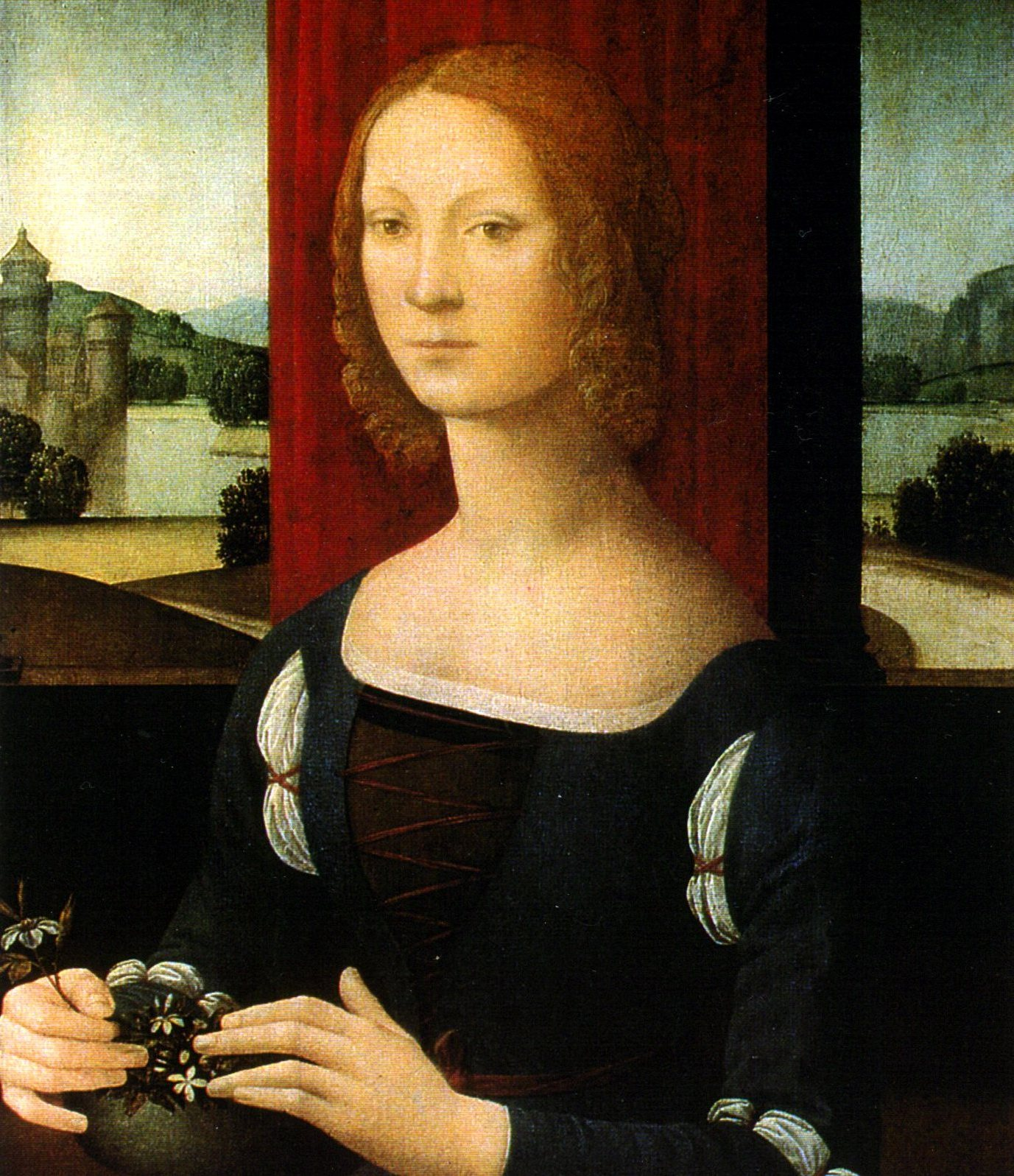
Lorenzo di Credi: Caterina Sforza, 1481/83, Öl auf Leinwand, Pinacoteca Civica di Forlì, Italien

Caterina Sforza (* 1463 in Mailand; † 28. Mai 1509 in Florenz) war eine italienische Adelige, Gräfin von Forlì und Herrin von Imola, berühmt für ihre Schönheit, Kühnheit und Unerschrockenheit – selbst gegenüber den Angriffen von Cesare Borgia – sowie für ihren bedeutenden Enkelsohn Cosimo I. de’ Medici, der zum ersten Großherzog von Toskana aufstieg. Von ihr stammt ein Buch mit Rezepten in Chemie (Alchemie), Medizin und Pharmazie.

## Herkunft

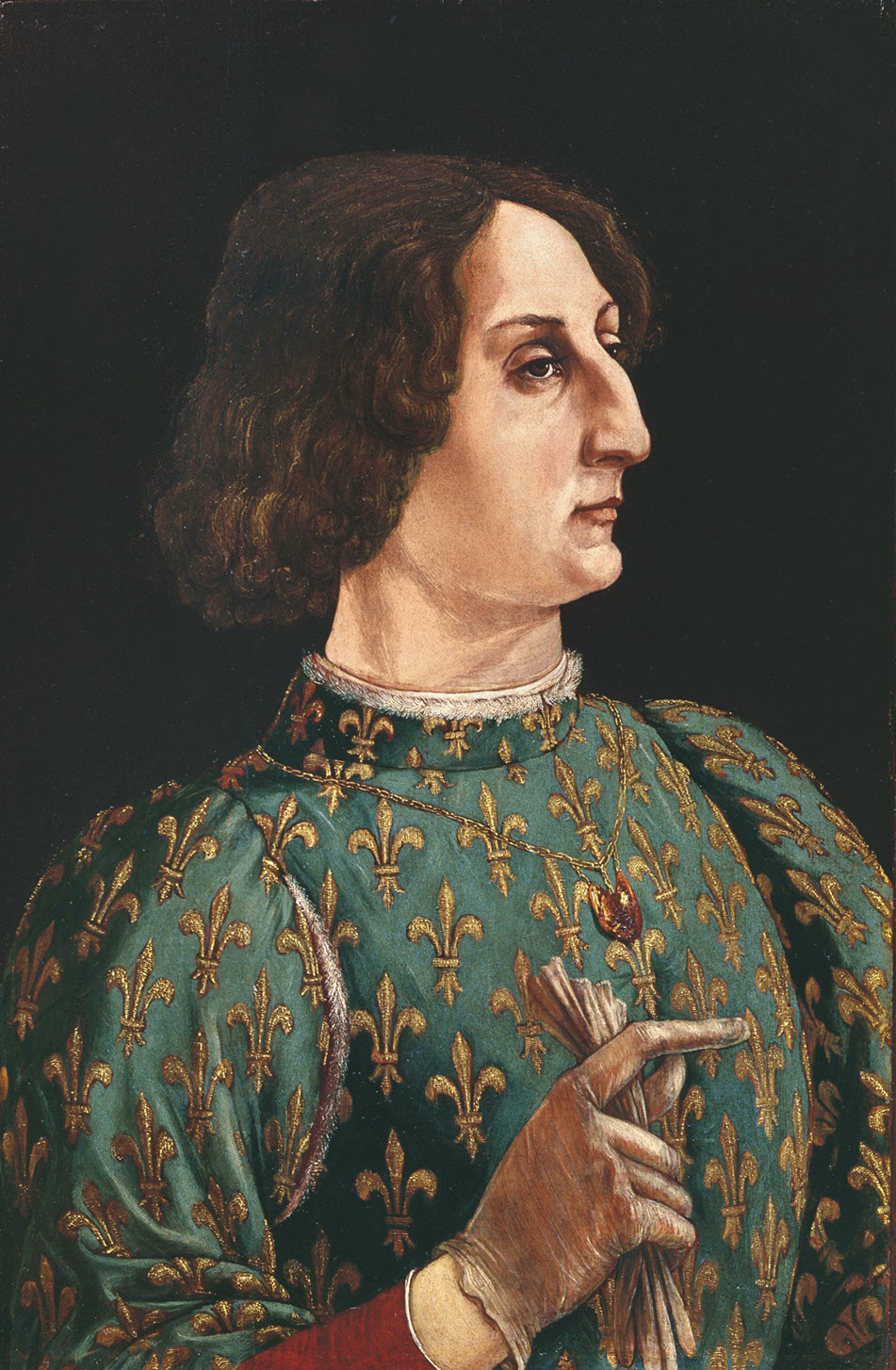
Piero Pollaiuolo Portrait von Galeazzo Maria Sforza, Vater von Caterina Sforza

Caterina Sforza stammte aus dem Geschlecht der Sforza, einer der großen italienischen Familien der Renaissance, die von 1450 bis 1535 (mit Unterbrechungen) als Herzöge von Mailand regierte. Caterina war eine Enkelin von Francesco I. Sforza (* 1401, † 1466), dem ersten Herzog von Mailand (1450–1466) aus dem Haus Sforza und eine außereheliche Tochter von dessen ältestem Sohn und Nachfolger, Galeazzo Maria Sforza (* 1444, † 1476), Herzog von Mailand (1466–1476) aus dessen Beziehung zu Lukrezia Landriano.
Caterina hatte noch drei leibliche Geschwister, Carlo (1461), Alessandro (1465) und Chiara (1467), sowie etliche Halbgeschwister sowohl aus den Beziehungen und der späteren Ehe ihres Vaters als auch aus der Ehe ihrer Mutter.

## Leben
Caterina und ihre Geschwister wuchsen zusammen mit ihren legitimen Geschwistern im herzöglichen Palast auf und wurden von ihrer Großmutter, Bianca Maria Visconti, erzogen. Diese Aufgabe übernahm nach deren Tod 1468 Bona von Savoyen, die junge Ehefrau von Galeazzo Maria Sforza.
1472 wurde sie auf Betreiben des Papstes Sixtus IV. mit dessen Neffen (möglicherweise auch Sohn) Girolamo Riario verlobt. Sixtus IV. kaufte daraufhin 1473 Imola vom Herzog von Mailand, Galeazzo Maria Sforza, das er dann der Familie Riario als Lehen gab. Nach ihrem triumphalen Einzug in Imola und der Heirat mit Girolamo 1477 ging Caterina Sforza mit ihm nach Rom. 1480 übertrug der Papst statt der Ordelaffi die Herrschaft über Forlì Girolamo Riario.
Riario gelang es mittels einer Reihe von Verbrechen, die seine Frau später ihm anlastete, ein großes Vermögen anzuhäufen. Als Papst Sixtus IV. im August 1484 starb, sandte er Caterina nach Rom, um das Kastell Sant’Angelo (die Engelsburg) zu besetzen, das sie „galant“ verteidigte, bis sie es am 25. Oktober auf seinen Befehl hin dem Heiligen Kollegium übergab. Anschließend kehrte sie in ihre Besitzungen Imola und Forlì zurück, wo sie die Zuneigung des Volkes durch den Bau öffentlicher Gebäude und Kirchen und durch die Abschaffung von Steuern zu gewinnen suchte. Der Bedarf an finanziellen Mitteln zwang sie jedoch bald, die Steuern wieder zu erheben, was Unzufriedenheit erzeugte. Riarios Feinde verschworen sich gegen ihn, mit dem Ziel an seine Stelle Franceschetto Cibo, den Neffen des Papstes Innozenz VIII. zum Herrn von Forlì und Imola zu machen. Riario begann daraufhin mit systematischer Verfolgung, in die auch Caterina verwickelt wurde, die er – entgegen der Meinung aller anderen – des Verrats verdächtigte. 1488 wurde er von drei Verschwörern ermordet, sein Palast geplündert, seine Frau und seine Kinder wurden gefangen genommen. Als ihr die Flucht gelang, rettete sie sich in die loyal gebliebene Burg von Forlì. Sie soll bei der Verteidigung der Burg selbst mit gekämpft und sich hier wie auch bei früheren Gelegenheiten als gute Fechterin erwiesen haben. Sie drohte auch die Bombardierung der Stadt an und weigerte sich, zu Verhandlungen zu kommen, sogar als man ihr androht, dass andernfalls ihre Kinder getötet würden. Aus Berichten geht hervor, dass sie auf der Burgmauer stand, als man ihr die Kinder zeigte und ihnen einen Dolch an die Kehle hielt. Dabei soll sie ihre Röcke gehoben und den Belagerern erklärt haben, dass sie jederzeit weitere Kinder haben könne, um so deutlich zu machen, wie wenig mit einer derartigen Drohung bei ihr erreicht wurde. Mit Hilfe ihres Onkels Ludovico Sforza, des Regenten Mailands, war sie in der Lage, ihre Gegner zu schlagen und ihre Besitzungen wieder an sich zu nehmen. Sie übte Rache an ihren Feinden und richtete ihre Macht wieder auf.
Als Witwe hatte sie mehrere Liebhaber, darunter Giacomo Feo, von dem sie einen Sohn bekam und den sie später heiratete. Feo, der sich durch seine Grausamkeit und Unverfrorenheit verhasst gemacht hatte, wurde vor ihren Augen im August 1495 ermordet – woraufhin Caterina alle Verschwörer mit ihren Familien, Frauen und Kindern töten ließ.
Mit dem neuen Papst, Alexander VI. stand sie zunächst in guten Beziehungen, ebenso mit den Florentinern, deren Botschafter Giovanni de’ Medici sie 1496 heimlich heiratete. Nach dem Tod Giovannis 1498 gelang es Caterina erneut, jetzt mit Hilfe Ludovicos und der Florentiner, alle Angriffe, vor allem die der Venezianer, auf ihre Ländereien abzuwehren. Alexander VI. hingegen, der sich über die Weigerung geärgert hatte, einer Union mit seiner Tochter Lucrezia Borgia und deren Sohn Ottaviano zuzustimmen, und der von Caterina Länder für seinen Sohn Cesare Borgia begehrte, ebenso wie den Rest der Romagna, gab am 9. März 1499 eine Bulle heraus, in der erklärt wurde, dass die Familie Riario die Herrschaft über Imola und Forlì verwirkt habe, und die Herrschaften Cesare Borgia zu Lehen gegeben seien. Letzterer begann daraufhin einen Feldzug, um Caterina Sforzas Land zu erobern und griff sie mit seiner gesamten Armee, um 14.000 Franzosen verstärkt, an.
Caterina brachte ihre Kinder in Sicherheit und ergriff energische Verteidigungsmaßnahmen. Die Burg von Imola wurde von ihrem Anhänger Dionigi Naldi von Brisighella verteidigt, bis der Widerstand sinnlos geworden war, und danach, im Dezember 1499, übergeben. Caterina löste die Einwohner Forlìs von ihrem Lehnseid und verteidigte sich selbst in der Zitadelle. Sie schlug wiederholt die Angriffe Borgias zurück und seine Friedensangebote ab. Als die Situation schließlich unhaltbar geworden und es auch nicht gelungen war, das Pulvermagazin in die Luft zu sprengen, gab sie nach verlustreichem Abwehrkampf auf; aus Angst vor Cesare Borgia unterwarf sie sich dem Anführer der französischen Truppen am 12. Januar 1500. Zwar wurde ihr Leben geschont, aber sie wurde als Gefangene des französischen Königs in die Obhut des Papstes übergeben und ein Jahr in der Engelsburg in Rom gefangen gehalten, bis sie vom französischen Befehlshaber Yves d’Allègre befreit wurde, der auf ihrer Freilassung bestand.
In Florenz fand sie Zuflucht vor den Nachstellungen der Borgias, bis die Macht dieser Familie mit dem Tod Alexanders VI. 1503 zusammenbrach – woraufhin sie erneut versuchte, in den Besitz ihrer Ländereien zu gelangen. Dies misslang jedoch aufgrund der Anfeindungen ihrer Schwäger Pierfrancesco und Lorenzo de’ Medici; als diese dann auch noch ihren Sohn Giovanni (den späteren Giovanni dalle Bande Nere) in die Hand bekommen wollten, zog sie sich mit ihm in den Konvent von Annalena zurück, wo sie am 28. Mai 1509 nach einer Lungenentzündung starb.
Caterina befasste sich mit der Herstellung von Arzneien und Alchemie und hinterließ ein Rezeptbuch mit dem Titel „Gli Esperimenti“.:48ff. Es wurde in den Jahren vor 1500 verfasst und ist nur in einer postumen Transkription von 1525 von Lucantonio Cuppano erhalten (heute in einem Privatarchiv), einem Anhänger ihres Sohnes Giovanni dalle Bande Nere. Es waren mehrere Abschriften in Umlauf und 1893 druckte es Pier Desiderio Pasolini in seiner Sforza-Biographie (weitere gekürzte Ausgaben erschienen zum Beispiel 2009). Das Buch enthält 454 Rezepte, von denen 66 kosmetischer Art waren, 358 medizinisch und 38 alchemistisch. Darunter auch Rezepte, um das Gewicht von Münzen zu erhöhen, Gegenstände wie Gold aussehen zu lassen oder Gifte. Caterina Sforza selbst wurde vom Papst in der Engelsburg unter dem Vorwand gefangengehalten (dem sich auch zum Beispiel Machiavelli anschloss), sie habe ihn mit vergifteten Briefen töten wollen.

## Ehen und Nachkommen
Aus ihrer ersten Ehe mit Girolamo Riario hatte Caterina sechs Kinder:
- Bianca Riario (* März 1478 in Rom, † nach 1522), sie heiratete in erster Ehe 1494 Astorre III Manfredi den Herren von Faenza († 1502) und in zweiter Ehe 1503 Troilo Rossi († 1521) den ersten Marchese di San Secondo, mit dem sie neun Kinder hatte.
- Ottaviano Riario (* 31. August 1479 in Rom, † 6. Oktober 1523 in Bologna) Herr von Imola und Forli (1488 – 1499), später Bischof von Volterra und Viterbo.
- Cesare Riario (* 24. August 1480 in Rom, † 18. Dezember 1540 in Rom), Erzbischof von Pisa und Lateinischer Patriarch von Alexandrien
- Giovanni Livio Riario (* 30. Oktober 1484 in Forli, † 1496)
- Galeazzo Maria Riario (* 4. Dezember 1485 in Forli, † 1557 in Bologna) ⚭ 1504 Maria Giovanna della Rovere (* 1486 in Senigallia, † 1538 in Bologna), die älteste Schwester von Francesco Maria I. della Rovere, Herzog von Urbino
- Francesco Riario, genannt “Sforzino” (* 17. August 1487 in Imola, † nach 1509), Bischof von Lucca

Aus ihrer zweiten Ehe mit Giacomo Feo hatte Caterina einen Sohn:
- Bernardino (später Carlo genannt) Feo (* April 1489, † 1509)

Aus ihrer dritten Ehe mit Giovanni il Popolano aus der jüngeren Linie der Medici, hatte Caterina einen Sohn
- Ludovico, nach dem Tod seines Vaters Giovanni genannt, bekannt als „Giovanni dalle Bande Nere“ (* 6. April 1498 in Forli, † 30. November 1526 in Goverolo), ⚭ Maria Salviati (* 17. Juli 1499, † 12. Dezember 1543), eine Tochter von Jacopo Salviati und der Lucrezia di Lorenzo de’ Medici einer Tochter von Lorenzo „il Magnifico“ (dem Prächtigen) (* 1449, † 1492). Sein Sohn war Cosimo I. de’ Medici (* 1519, † 1574) der erste Großherzog von Toskana.[7]

## Caterina Sforza als Mona Lisa
Die Historikerin Magdalena Soest stellte die These auf, Leonardo da Vincis Gemälde „Mona Lisa“ sei ein Porträt der Caterina Sforza, zunächst durch internationale Medien im Frühjahr 2002, ihr Buch erschien 2011. Laut Soest erfüllt Caterina Sforza alle an das „Mona-Lisa“-Modell zu stellenden (kunst)geschichtlichen Bedingungen.